# Tibet Airlines
Tibet Airlines (chinesisch 西藏航空; tibetisch བོད་ལྗོངས་མཁའ་འགྲུལ།)  ist eine chinesische Fluggesellschaft mit Sitz in Lhasa im Autonomen Gebiet Tibet und Basis auf dem Flughafen Lhasa-Gonggar.

## Geschichte
Tibet Airlines wurde 2010 als Tochterunternehmen von Air China gegründet. Am 1. Juli 2011 übernahm sie ihren ersten Airbus A319-100. Im selben Monat schloss sie sich PhoenixMiles, dem Vielfliegerprogramm Air Chinas, an.
Im Jahr 2014 gründete Tibet Airlines im Rahmen eines Joint Ventures mit der nepalesischen Yeti Airlines die Fluggesellschaft Himalaya Airlines, die von Kathmandu internationale Linienflüge durchführt.
Am 30. Juni 2016 bekam Tibet Airlines einen Airbus A330-200, bei dem das Höchstabfluggewicht bei 242 Tonnen liegt. Dadurch können hoch gelegene Flughäfen angeflogen werden.

## Flugziele
Tibet Airlines bedient von Lhasa aus Ziele innerhalb Chinas. In Zukunft sollen mehrere Ziele in Südostasien und auch in Europa angeflogen werden.

## Flotte

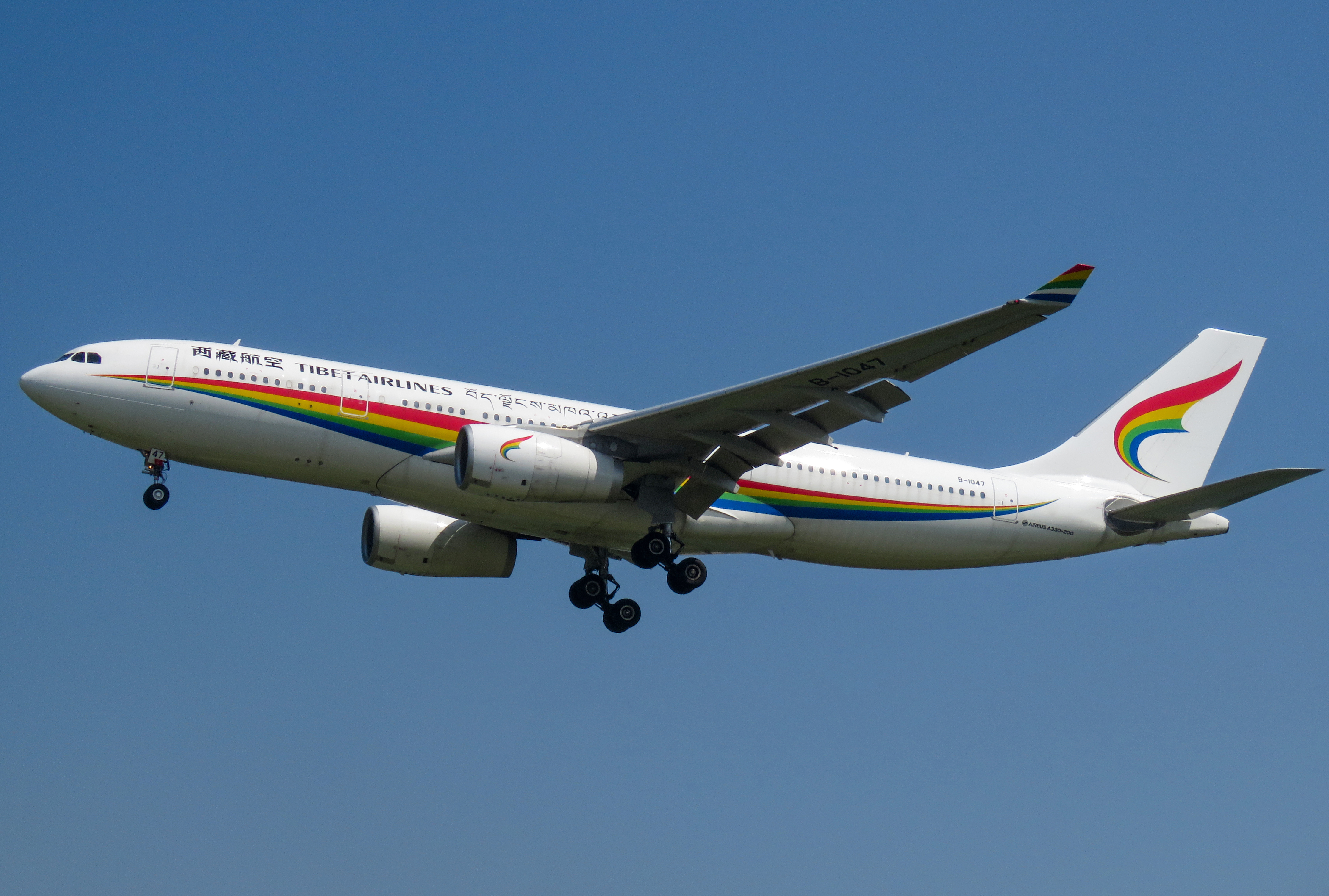
Airbus A330-200 der Tibet Airlines

Mit Stand Januar 2025 besteht die Flotte der Tibet Airlines aus 45 Flugzeugen mit einem Durchschnittsalter von 7,3 Jahren:
| Flugzeugtyp     | Anzahl | bestellt | Anmerkungen                | Sitzplätze (Business/Eco+/Eco) | Durchschnittsalter |
| --------------- | ------ | -------- | -------------------------- | ------------------------------ | ------------------ |
| Airbus A319-100 | 27     |          | mit Sharklets ausgestattet | 128 (8/-/120)                  | 8,4 Jahre          |
| Airbus A319neo  | 07     |          |                            | 134 (8/-/126)                  | 1,8 Jahre          |
| Airbus A320-200 | 06     |          | mit Sharklets ausgestattet | 158 (8/-/150)                  | 8,3 Jahre          |
| Airbus A330-200 | 05     |          |                            | 279 (12/32/235)                | 7,6 Jahre          |
| Comac C909      |        | 10       |                            | - offen -                      |                    |
| Comac C919      |        | 40       |                            | - offen -                      |                    |
| Gesamt          | 45     | 50       |                            |                                | 7,3 Jahre          |

## Zwischenfälle
Am 12. Mai 2022 kam ein Airbus A319 (B-6425) beim Start auf dem Chongqing Jiangbei International Airport von der Landebahn ab, was einen Brand verursachte. Alle Passagiere und Besatzungsmitglieder an Bord überlebten, 39 Passagiere mussten stationär behandelt werden.